# Ampuis
Ampuis es una comuna situada en el departamento del Ródano, de la región de Auvernia-Ródano-Alpes, en Francia. Pertenece a la mancomunidad Vienne Condrieu Agglomération.

## Demografía
| 1 545 | 1 521 | 1 704 | 1 777 | 2 051 | 2 178 | 2 497 | 2 680 | 2 713 |
| Para los censos de 1962 a 1999 la población legal corresponde a la población sin duplicidades (Fuente: INSEE [Consultar]) |       |       |       |       |       |       |       |       |